# 2331 Parvulesco
2331 Parvulesco (altă denumire (1936 EA)) este o planetă minoră din centura de asteroizi. A fost descoperită de Eugène Joseph Delporte la 12 martie 1936.

## Caracteristici
Este caracterizată prin semiaxa majoră de 2,4252969 UA. Are o perioadă de rotație de 32,03 ore, excentricitate de 0,2227350, iar înclinația de 3,71766°, față de ecliptică.
Distanța sa Minimă de Intersecție cu Orbita Pământului este de 0,909335 ua.
A fost numită în cinstea astronomului român Constantin Pârvulescu (Parvulesco).